# Dashing Home for Christmas
Dashing Home for Christmas ist ein kanadischer Weihnachts-Liebesfilm aus dem Jahr 2020 über das zufällige Zusammentreffen von Emily Nichols und Simon Allein, die gemeinsam durch das winterliche Nordamerika nach Seattle reisen. Die Hauptrollen spielen Paniz Zade und Adrian Spencer. Regie führte Amy Force nach einem Drehbuch von Timothy Kuryak. Der Film erschien am 22. November 2020.

## Handlung
Emily Nichols möchte in den Weihnachtstagen ihre schwangere Schwester Grace in Seattle besuchen. Sie ist die Sorte Mensch, die immer alles perfekt durchplant, doch auf jener Reise geht alles schief.
Es reihen sich diverse Probleme aneinander, so verpasst sie ihr Uber zum Flughafen und verliert am Flughafen dann auch ihre Brieftasche. Und immer wieder begegnet sie dem adretten Simon Allein, der in die gleiche Richtung fährt. Simon ist die Sorte Mensch, die sich gerne treiben lässt und offen für Abenteuer ist.
Nachdem ihr Flugzeug aufgrund eines Schneesturms notlanden muss, entscheiden sich Simon und Emily, mit dem Auto über die Rocky Mountains zu fahren. Dort stranden sie in einem Motel, in dem nur noch die Hochzeitssuite frei ist. Simon überlässt Emily das Bett und schläft selbst auf der Couch. Dennoch kommt es zu peinlichen Momenten.
Leider wird das Auto am nächsten Morgen abgeschleppt, sodass sie entscheiden, mit dem Zug weiterzufahren. Da aufgrund eines Lokschadens allerdings kein Zug mehr rechtzeitig in die gewünschte Richtung fährt, entscheiden sie sich für den Bus.
Emily verliebt sich auf ihrer Fahrt in Simon. Ihre Schwester überredet sie schließlich, ihn zum Weihnachtsfest einzuladen, und er stimmt zu. Es wird angedeutet, dass die beiden ein Paar werden.

## Hintergrund
Der Film wurde an mehreren Orten im Ontario gedreht. So wurde in Orillia im Hasty Tasty Diner gedreht. Weitere Drehorte waren in Barrie am Ufer des Kempenfelt Bay und am Lake Simcoe sowie in Sharon.
In der Szene im Bahnhof hat sich ein Fehler eingeschlichen: Als sie den Zug nach Seattle nehmen wollen, stehen sie nicht an der Westbound Platform, wo diese Züge normalerweise abfahren.

## Trivia
In den Credits wird Ryan Bruce, mit dem Zade liiert ist, als Kissing Double für Spencer genannt.